# Château d'en Belaval
Le château d'en Belaval est un château situé à Lacougotte-Cadoul, dans le Tarn (France) 

## Historique
Ni la date, ni le siècle de construction du château d'en Belaval ne sont connus. Néanmoins, au cours du XVIIe siècle, sous le règne de Louis XIII, la bâtisse est largement remaniée. D'autres remaniements ont lieu durant le XVIIIe siècle, comme en témoignent certaines des larges fenêtres, bâties en un puissant appareil de pierre.
Dès la fin du XVIIe siècle, la famille d'Armengaud est mentionnée comme seigneur de Belaval. On les retrouve cités dans les actes dès 1696. Et en 1727, d'Armengaud est mentionné seigneur de Belaval, dans un dénombrement qu'il réalise pour le consulat de Lacougotte-Cadoul,.

## Architecture
Le château d'en Belaval se présente sous la forme d'un domaine étendu, perdu au milieu de champs. Il se compose de divers corps de logis et dépendances, élevés au milieu d'un parc. Le bâtiment principal se trouve à l'est. C'est un édifice rectangulaire, orienté nord-sud, et flanqué de deux tours aux extrémités de sa façade est. La première, en l'extrémité nord, est circulaire, tandis que la seconde, au sud, est carrée. Le centre de ce bâtiment est surélevé, témoignage de l'ancien donjon qui s'élevait en ce point. Une autre construction vient former un plan en L, en s'étendant vers l'Ouest depuis l'angle nord-ouest du corps principal.
Au sud du domaine, un long bâtiment, orienté d'est en ouest, vient fermer le parc, et pourrait être une simple dépendance, sans fonction résidentielle. La dernière bâtisse notable est élevée au Nord-Ouest. C'est un édifice légèrement rectangulaire, flanqué d'une tour carrée en son angle sud-ouest. Les toits de l'ensemble des bâtiments sont surélevés par quatre épaisseurs de génoises, et ne présentent qu'une faible pente.